# Língua turoyo
O turoyo, surayt moderno ou Suryoyo é uma variação da língua aramaica tradicional falada no leste da Turquia e no nordeste da Síria pelos Arameus. O idioma ou dialeto não é mutuamente inteligível com a língua neoaramaica ocidental, tendo as duas se separado há cerca de mil anos. A inteligibilidade mútua com as línguas neoaramaica assíria e neoaramaica caldeia é maior.

## Etimologia
Da palavra Turo, que significa "montanha", Ṭuroyo é a língua da montanha de Tur Abdin, no sudeste da Turquia.
Um outro nome para a língua é Ṣurayt, sendo usado por um bom número de falantes da língua em detrimento de Ṭuroyo. No entanto, especialmente na diáspora, a língua é frequentemente chamada de surayt, suryoyo ou sureyt, dependendo do dialeto), que significa "sírio". A maioria dos falantes usa a língua siríaca para a literatura e adoração. Falantes de Turoyo/Surayt são atual e principalmente membros da Igreja Ortodoxa Siríaca, embora haja também alguns que são membros da Igreja Católica Caldeia, especialmente da cidade de Midyat; e até o século XIX, também haviam nestorianos da Igreja do Oriente, especialmente nas áreas de Tur Izlo/Bægoge. Há um crescente interesse em reviver Kthobhonoyo, a língua clássica, como uma língua falada. Isso é mais forte entre os não falantes de turoyo/surayt ortodoxo sírio, cuja primeira língua pode ser árabe, alemão, sueco, inglês, malaiala ou outras. Isso e a preferência da Igreja pelo Siríaco tiveram algum impacto sobre Turoyo/Surayt.

## História
Até recentemente, Turoyo/Surayt foi um vernáculo falado, mas nunca foi escrito: Kthobhonoyo era a língua escrita. Na década de 1880, foram feitas várias tentativas com o incentivo dos missionários ocidentais para escrever Turoyo/Surayt no alfabeto siríaco, no Serto e no "Estrangelo" usado para a língua siríaca. No entanto, com problemas em sua terra natal ao longo do século XX, muitos falantes de Turoyo/Surayt emigraram e se dispersaram pelo mundo (especialmente para Síria, Líbano, Suécia e Alemanha). A política de educação do governo sueco, com toda criança sendo educada em sua “primeira língua familiar", levou à utilização de materiais didáticos em Turoyo. Yusuf Ishaq, assim, desenvolveu um alfabeto para Turoyo/Surayt baseado no alfabeto latino. A série de livros de leitura e livros que introduziram o alfabeto Ishaq é chamada “Toxu Qorena!”, ou "Vem Vamos ler!" Esse projeto também produziu um dicionário sueco - dicionário Turoyo com 4 500 entradas: o "Svensk - turabdinskt Lexikon: Leksiqon Swedoyo - Suryoyo". Outro velho professor, escritor e tradutor do dialeto Turoyo/Surayt é Yuhanun Uzel (Bar Shabo), nascido em Midun, em 1934, que terminou em 2009 a tradução da Bíblia Peshitta em Turoyo/Surayt junto com Benjamin Uzel (Bar Shabo) e Yahkup Bilgic, no Serto (Siríaco Oeste) e na escrita latina, uma boa base para o idioma. O nome da que cuida do aramaico cristão é "Sihto du Kthovo Qadisho Suryoyo".
Turoyo/Surayt tomou emprestadas algumas palavras de árabe, curdo e turco. O principal dialeto do Turoyo/Surayt é a de Midyat (Mëḏyoyo, leste da Turquia, Mardin (província). Cada aldeia, por exemplo, Midin (Midwoyo), Kfarze, Iwardo/Ewwardo e Anhil, Bægoge/Tur - Izlo (conjunto de sete pequenas aldeias), todas têm dialetos Turoyo/Surayt (Midwoyo, Kfarzoyo, Iwarnoyo, Nihloyo e Izloyo, respectivamente). Todos os dialetos Turoyo/Surayt são mutuamente inteligíveis uns com os outros. Muitos falantes Turoyo/Surayt que deixaram suas aldeias, agora falam um dialeto misto de seu dialeto vila com o dialeto Midyat. Esta mistura de dialetos foi usada por Ishaq como a base do sistema de escrita Turoyo/Surayt. Por exemplo, o livro de leitura da Ishaq usa a palavra “qorena” em seu título em vez do Mëḏyoyo “qurena” ou “qorina”. Todos os falantes são bilíngues em outro idioma local. Escolas de Igreja na Síria e no Líbano, em vez de ensinarem Kthobonoyo Turoyo/Surayt, incentivam a substituição de estrangeirismos não siríacos por palavras autênticas siríacas. Alguns líderes da igreja tentaram desestimular o uso da escrita de Turoyo/Surayt por vê-la como uma forma impura de siríaco.

## Fonética
Fonéticamente, Turoyo/Surayt é muito semelhante ao siríaco clássico. Os fonemas adicionais /dʒ / (como em "J"ohn), /tʃ / (como em "tch"au); /ʒ / (como em jota)  e /ð ˤ / (em árabe “ZA”) em sua maioria só aparecem em palavras emprestadas de outros idiomas. A característica mais marcante da fonologia Turoyo/Surayt é o uso da redução de vogal em sílaba fechada. O valor fonético das vogais reduzidas varia de acordo tanto sobre o valor da vogal original no dialeto. O dialeto Miḏyoyo também reduz as vogais em sílabas abertas pré-tônicas. Isso tem o efeito de produzir uma sílaba “schwa” na maioria dos dialetos (em siríaco clássico, o schwa não é silábico).

## Dialetos
Todos os dialectos Turoyo são mutuamente inteligíveis. A maior diferença está no dialecto de Midyat (Midyoyo) em relação aos restantes falantes. Pequenas diferenças podem ser encontradas no dialecto de Beth Kustan (Kusnoyo) e na região de Turo D' Izlo (Izloyo).

## Gramática
O sistema verbal de Turoyo/Surayt é semelhante ao utilizado nas outras línguas neoaramaicas. Em siríaco clássico, o antigo pretérito perfeito e o imperfeito haviam começado a se transformar em pretérito simples e futuro, respectivamente, e de outros tempos foram formados usando os particípios pronominais clíticos ou formas abreviadas de verbo "Hwa ('tornar-se')". Línguas aramaicas mais modernas abandonaram completamente os velhos tempos verbais e formaram todos os tempos a partir dos antigos particípios. Os clíticos clássicos tornaram-se totalmente incorporados à forma verbal, podendo ser considerados mais como inflexões.
Turoyo/Surayt também desenvolveu o uso do pronome demonstrativo muito mais do que qualquer outra língua aramaica. Em Turoyo/Surayt, tornaram-se artigos definidos:
- singular masculino: u- malko ("rei");
- singular feminino: i- malëkṯo/i- malakṯo ("rainha");
- plural comum: am-malke/æm-malke ("reis"), am-malkōṯo/æm-malkōṯe-am-malëkyōṯe ("as rainhas").

O moderno dialeto siríaco ocidental da língua mlahsô das aldeias Ansha de Diyarbakir (província) é bastante diferente do Turoyo/Surayt. Está praticamente extinto e  seus últimos falantes vivem na Qamishli, no nordeste da Síria. Turoyo/Surayt também está mais intimamente relacionado com outros dialetos neoaramaicos do que o dialeto neoaramaico ocidental (Ma'loula).